# Costes de Sant Just
Les Costes de Sant Just són unes costes del poble de Sant Just d'Ardèvol, al municipi de Pinós (Solsonès) situades a l'oest del poble a unes altituds compreses entre els 615 i els 690 m.